# Juniperus phoenicea
Juniperus phoenicea is een conifeer uit de cipresfamilie. De wetenschappelijk naam werd in 1753 gepubliceerd door Carl Linnaeus in Species plantarum. De typelocatie is volgens hem de omgeving van Montpellier. De soort kan in het westen van het Middellandse Zeegebied worden gevonden in Spanje, Frankrijk, Noord-Italië en op de Balearen. De soort groeit vooral in laaglandgebieden dicht bij de kust. De populaties in Macaronesië, de Atlantische kust van Portugal, Noord-Afrika, Corsica, Sardinië, Zuid-Italië, het oosten van het Middellandse Zeegebied en het Midden-Oosten, die voorheen als ondersoort turbinata werden benoemd, worden sinds 2013 als de aparte soort Juniperus turbinata Guss. opgevat.
Het onderscheid:
- Juniperus phoenicea – kegels bolvormig, ongeveer even breed als lang, met 7–9 zaden per kegel; twijgen korter en stomp; verspreidt stuifmeel in het voorjaar.
- Juniperus turbinata – kegels ovaal, minder breed dan lang, met 4–7 zaden per kegel; twijgen langer en dun; verspreidt stuifmeel in het najaar.

## Kenmerken
Juniperus phoenicea is een grote struik of een kleine boom, die tussen de 5 en 8 meter hoog kan worden. De boomkruin is dicht, min of meer rond of onregelmatig van vorm. De bladeren zijn schubvormig, 1 tot 2 mm lang, en tegen de stengel aangedrukt. De meeste planten zijn eenhuizig maar ook tweehuizige planten komen voor. De vrouwelijke kegels zien eruit als bessen.